# Retowo (Smołdzino)
Retowo (deutsch Rotten, slowinzisch Rtʉ̀ɵ̯) ist ein Dorf in der Gemeinde Smołdzino im Powiat Słupski (Kreis Stolp) der polnischen Woiwodschaft Pommern.

## Geographische Lage
Retowo liegt in Hinterpommern, etwa 21 Kilometer nordnordöstlich der Stadt Słupsk (Stolp) und sieben Kilometer südwestlich des Kirchdorfs Smołdzino (Schmolsin) am Südufer des Garder Sees (Jezioro Gardno) an der Ostsee.

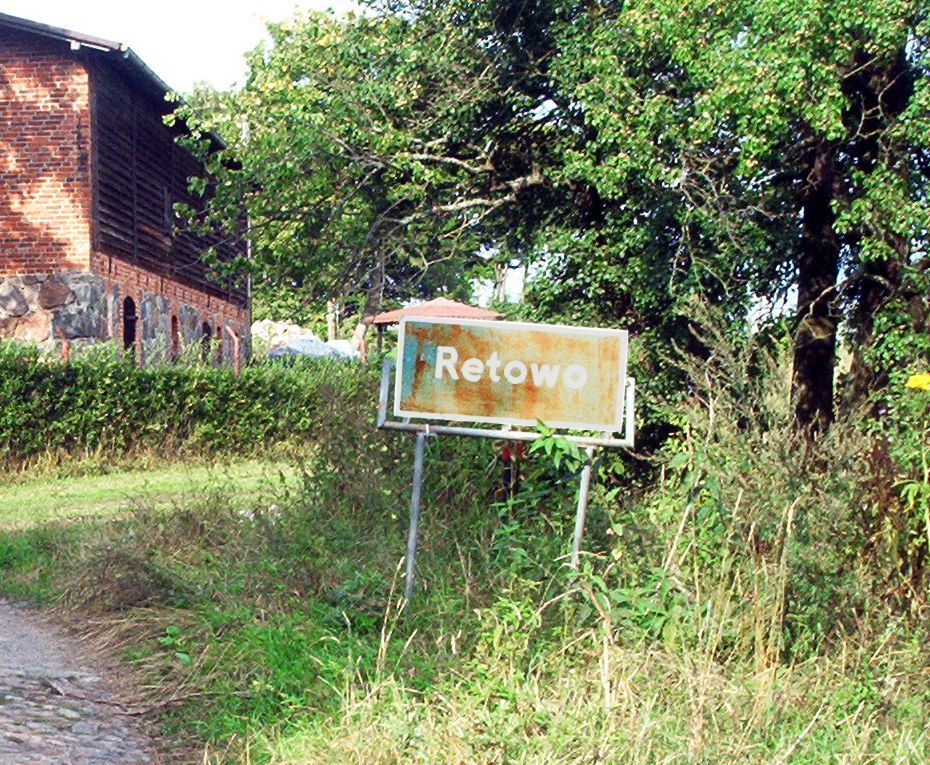
Dorfschild in Retowo

## Geschichte
Rotten war früher ein altes Lehen der Familie Bandemer. Es wurde mehrfach geteilt. Schon 1460 wird Czier  von Bandemer auf Rotten genannt, 1493 Claus, 1523 ein Clawes Bandemer tom rotten in dritter Generation, und 1569 und 1575 wird Christoph mit Rotten belehnt. Um 1784 gab es in Rotten zwei Vorwerke,  vier Bauern,  einen Kossäten auf der Feldmark des Dorfs und die am Garder See gelegenen Fischerwohnungen Blotky, Drzon und ob de Landen und insgesamt  13 Haushaltungen.  Das Dorf bestand aus drei Teilen, die meistens innerhalb der Familie Bandemer weitervererbt wurden. Im Jahr 1859 wurde das Gut Rotten für 44.500 Taler von Wilhelm von Massow aufgekauft, der bereits die Güter Bandsechow, Dresow und Liepen besaß und als befähigter Landwirt galt. Die nachfolgenden Besitzer waren Adolf von Massow und dessen Sohn Louis († 1909). Nach dem Tod seines Vaters ließ sich Oberstleutnant Ewald von Massow für ein Jahr beurlauben, um die Güter Bandsechow, Dresow, Liepen und Rotten zu verwalten. Er übernahm die ersten drei Güter. Zwar erhielt sein Bruder Gottfried das Gut Rotten im Sommer 1910, doch Ewald verwaltete alle vier Güter bis 1913. Danach wurde das Gut Rotten verpachtet. Durch die wirtschaftliche Lage nach dem Ersten Weltkrieg sah sich Gottfried von Massow gezwungen, das Gut an die Pächter und die Kreissiedlungsgenossenschaft Stolp zu verkaufen. Das Gut Rotten wurde danach aufgesiedelt. Zuletzt war das Dorf Rotten ein reines Bauern- und Fischerdorf.
Im Jahr 1925 standen in Rotten 14 Wohngebäude. Im Jahr 1939 lebten in Rotten 81 Einwohner in 18 Haushaltungen, und die Gemeinde hatte insgesamt 15 landwirtschaftliche Betriebe.
Vor 1945 gehörte Rotten zum Amtsbezirk Schmolsin im Landkreis Stolp, Regierungsbezirk Köslin, der Provinz Pommern. Die Gemeindefläche war 355 Hektar groß. In der Gemeinde Rotten gab es insgesamt zwei Wohnorte:
- Lotken
- Rotten

Gegen Ende des Zweiten Weltkriegs besetzte am 9. März 1945 die Rote Armee kampflos das Dorf. Da Rotten innerhalb des sowjetisch militärischen Sperrgebiets an der Ostsee lag, mussten alle Bewohner das Dorf vom 1. bis zum 15. April verlassen. Sie wurden in Jeseritz untergebracht. Der Bürgermeister wurde von den sowjetischen Truppen verhaftet und später den Polen übergeben. 
Im August 1945 kamen die ersten Polen in das Dorf und richteten im September eine eigene Verwaltung ein. Die Dorfbewohner wurden vom
November 1946 bis August 1947 vertrieben.
Später wurden in der Bundesrepublik Deutschland 57 und in der DDR 40 aus Rotten vertriebene Dorfbewohner ermittelt.
Das Dorf gehört heute zum Powiat Słupski der Woiwodschaft Pommern (bis 1998 Woiwodschaft Słupsk). 

### Kirche
Die vor 1945 in Rotten anwesende Bevölkerung war evangelisch. Rotten gehörte zum Kirchspiel Groß Garde und damit zum Kirchenkreis Stolp-Altstadt.

### Schule
Die Kinder aus Rotten besuchten die Volksschule in Wittstock.